# Llista de topònims d'Oristà
Llista de topònims (noms propis de lloc) del municipi d'Oristà, al Lluçanès
Informació actualitzada per un bot. Els canvis manuals es perdran quan s'actualitzi!

## balma
| imatge | Nom                | Ubicat a | instància de | Detalls | coordenades                                                         | Protecció | Commons (més fotos) | Dades a WD                    |
| ------ | ------------------ | -------- | ------------ | ------- | ------------------------------------------------------------------- | --------- | ------------------- | ----------------------------- |
|        | balma de Prats     | Oristà   | balma        |         | 41° 57′ 26″ N, 2° 02′ 01″ E / 41.9573279518705°N,2.03360976048859°E |           |                     | Modifica les dades a Wikidata |
|        | balma del Gall     | Oristà   | balma        |         | 41° 58′ 04″ N, 2° 02′ 43″ E / 41.9677839709874°N,2.04537537139091°E |           |                     | Modifica les dades a Wikidata |
|        | balma dels Gitanos | Oristà   | balma        |         | 41° 58′ 44″ N, 2° 01′ 19″ E / 41.978845509732°N,2.02201058284636°E  |           |                     | Modifica les dades a Wikidata |

## barraca de vinya
| imatge | Nom                    | Ubicat a | instància de     | Detalls                     | coordenades                                          | Protecció                                  | Commons (més fotos) | Dades a WD                    |
| ------ | ---------------------- | -------- | ---------------- | --------------------------- | ---------------------------------------------------- | ------------------------------------------ | ------------------- | ----------------------------- |
|        | cabana de pedra seca 2 | Oristà   | barraca de vinya | Estil: arquitectura popular | 41° 55′ 40″ N, 2° 03′ 31″ E / 41.927775°N,2.05855°E  | bé integrant del patrimoni cultural català |                     | Modifica les dades a Wikidata |
|        | cabana de pedra seca 3 | Oristà   | barraca de vinya | Estil: arquitectura popular | 41° 55′ 45″ N, 2° 03′ 33″ E / 41.929198°N,2.059108°E | bé integrant del patrimoni cultural català |                     | Modifica les dades a Wikidata |

## casa
| imatge | Nom             | Ubicat a | instància de | Detalls                                  | coordenades | Protecció                                  | Commons (més fotos) | Dades a WD                    |
| ------ | --------------- | -------- | ------------ | ---------------------------------------- | --- | ------------------------------------------ | ------------------- | ----------------------------- |
|        | Ca l'Arnaus     | Oristà   | casa         | Estil: arquitectura popular              | | bé integrant del patrimoni cultural català |                     | Modifica les dades a Wikidata |
|        | Cal Ferrer Boix | Oristà   | casa         | Estil: arquitectura popular              | 41° 55′ 58″ N, 2° 03′ 39″ E / 41.932693°N,2.060932°E                                                                 | bé integrant del patrimoni cultural català |                     | Modifica les dades a Wikidata |
|        | Cal Pastisser   | Oristà   | casa         | Estil: arquitectura popular 18th century | 41° 55′ 58″ N, 2° 03′ 40″ E / 41.932848°N,2.061135°E ca:c. de Vic, 9. Nucli urbà d'Oristà. Oristà                    | bé integrant del patrimoni cultural català |                     | Modifica les dades a Wikidata |
|        | Cal Pau         | Oristà   | casa         | Estil: arquitectura popular 18th century | 41° 55′ 56″ N, 2° 03′ 34″ E / 41.932231°N,2.059528°E ca:c. Bonaire, 2. Nucli urbà d'Oristà. Oristà                   | bé integrant del patrimoni cultural català |                     | Modifica les dades a Wikidata |
|        | Cal Rossell     | Oristà   | casa         | Estil: arquitectura popular 18th century | 41° 56′ 00″ N, 2° 03′ 43″ E / 41.933214°N,2.061938°E ca:c. de Vic, 32 . Nucli urbà d'Oristà. Oristà                  | bé integrant del patrimoni cultural català |                     | Modifica les dades a Wikidata |
|        | Cal Sastre      | Oristà   | casa         | Estil: arquitectura popular 18th century | 41° 57′ 23″ N, 2° 03′ 10″ E / 41.956368°N,2.052838°E ca:c Mn. Riba Pont, 77. Nucli urbà de la Torre d'Oristà. Oristà | bé integrant del patrimoni cultural català |                     | Modifica les dades a Wikidata |
|        | Can Guàrdia     | Oristà   | casa         | Estil: arquitectura popular              | 41° 55′ 37″ N, 2° 04′ 04″ E / 41.92683°N,2.067676°E                                                                  | bé integrant del patrimoni cultural català |                     | Modifica les dades a Wikidata |

## castell
| imatge | Nom                  | Ubicat a | instància de | Detalls                                  | coordenades                                                                                              | Protecció                                            | Commons (més fotos)  | Dades a WD                    |
| ------ | -------------------- | -------- | ------------ | ---------------------------------------- | --- | ---------------------------------------------------- | -------------------- | ----------------------------- |
|        | Castell d'Oristà     | Oristà   | castell      |                                          | 41° 56′ 03″ N, 2° 03′ 48″ E / 41.934133°N,2.063219°E                                                     | bé d'interès cultural bé cultural d'interès nacional | Castell d'Oristà     | Modifica les dades a Wikidata |
|        | Castell de Toneu     | Oristà   | castell      |                                          | 41° 57′ 52″ N, 2° 06′ 43″ E / 41.964459°N,2.11185°E                                                      | bé d'interès cultural bé cultural d'interès nacional |                      | Modifica les dades a Wikidata |
|        | Castell de Tornamira | Oristà   | castell      | Estil: arquitectura romànica             | 41° 56′ 58″ N, 2° 03′ 36″ E / 41.949429°N,2.05997°E ca:Sector central del terme municipal 536 msnm       | bé d'interès cultural bé cultural d'interès nacional | Castell de Tornamira | Modifica les dades a Wikidata |
|        | castell d'Olost      | Oristà   | castell      | Estil: arquitectura popular 16th century | 41° 58′ 37″ N, 2° 05′ 40″ E / 41.97694444°N,2.09444444°E ca:Sector nord-est del terme municipal 530 msnm | bé d'interès cultural bé cultural d'interès nacional | Castell d'Olost      | Modifica les dades a Wikidata |

## curs d'aigua
| imatge | Nom             | Ubicat a                                                | instància de | Detalls                    | coordenades                                                                                              | Protecció | Commons (més fotos) | Dades a WD                    |
| ------ | --------------- | ------------------------------------------------------- | ------------ | -------------------------- | --- | --------- | ------------------- | ----------------------------- |
|        | Riera Gavarresa | Osona Bages                                             | curs d'aigua | Desemboca: Llobregat       | 42° 07′ 18″ N, 2° 05′ 42″ E / 42.121789°N,2.094932°E 41° 46′ 57″ N, 1° 54′ 32″ E / 41.782522°N,1.90877°E |           | Riera Gavarresa     | Modifica les dades a Wikidata |
|        | riera de Relat  | Santa Maria de Merlès Oristà Sant Feliu Sasserra Avinyó | curs d'aigua | Desemboca: Riera Gavarresa | 41° 59′ 35″ N, 1° 59′ 35″ E / 41.993115°N,1.99316°E 41° 51′ 43″ N, 1° 58′ 38″ E / 41.86204°N,1.977267°E  |           | Riera de Relat      | Modifica les dades a Wikidata |

## entitat singular de població
| imatge | Nom                    | Ubicat a | instància de                                                                   | Detalls | coordenades                                                                  | Protecció | Commons (més fotos) | Dades a WD                    |
| ------ | ---------------------- | -------- | ------------------------------------------------------------------------------ | ------- | ---------------------------------------------------------------------------- | --------- | ------------------- | ----------------------------- |
|        | Oristà                 | Oristà   | entitat singular de població capital municipal ens local històric de Catalunya | 277 hab | 41° 56′ 00″ N, 2° 04′ 00″ E / 41.93333°N,2.06667°E 478 msnm                  |           |                     | Modifica les dades a Wikidata |
|        | el Raval de Sant Feliu | Oristà   | entitat singular de població                                                   | 68 hab  | 41° 56′ 54″ N, 2° 01′ 44″ E / 41.948358048957°N,2.0288649607929°E 567 msnm   |           |                     | Modifica les dades a Wikidata |
|        | la Torre d'Oristà      | Oristà   | entitat singular de població                                                   | 226 hab | 41° 57′ 36″ N, 2° 03′ 14″ E / 41.9598842383866°N,2.05396430936822°E 574 msnm |           |                     | Modifica les dades a Wikidata |

## església
| imatge | Nom                                      | Ubicat a | instància de     | Detalls                                                                                 | coordenades | Protecció                                  | Commons (més fotos)              | Dades a WD                    |
| ------ | ---------------------------------------- | -------- | ---------------- | --------------------------------------------------------------------------------------- | --- | ------------------------------------------ | -------------------------------- | ----------------------------- |
|        | Mare de Déu del Roser del Mas Vallgatina | Oristà   | església         | Estil: barroc                                                                           | 41° 58′ 11″ N, 2° 00′ 05″ E / 41.969623°N,2.001286°E                                                                  | bé integrant del patrimoni cultural català |                                  | Modifica les dades a Wikidata |
|        | Mare de Déu dels Dolors de la Quintana   | Oristà   | església capella |                                                                                         | 41° 55′ 40″ N, 2° 03′ 06″ E / 41.9276758094073°N,2.05169047075954°E ca:masia la Quintana 457 msnm                     |                                            |                                  | Modifica les dades a Wikidata |
|        | Sant Antoni de Vila-roger                | Oristà   | església capella |                                                                                         | 41° 56′ 53″ N, 2° 05′ 35″ E / 41.948031815825°N,2.09306043999043°E ca:masia Vila-roger 641 msnm                       |                                            |                                  | Modifica les dades a Wikidata |
|        | Sant Josep de la Coromina                | Oristà   | església capella |                                                                                         | 41° 57′ 35″ N, 2° 04′ 06″ E / 41.9597488186528°N,2.0682415124623°E ca:Masia la Coromina 522 msnm                      |                                            |                                  | Modifica les dades a Wikidata |
|        | Sant Nazari de la Garriga                | Oristà   | església         | Estil: arquitectura romànica 12nd century                                               | 41° 54′ 06″ N, 2° 03′ 17″ E / 41.901687°N,2.054768°E ca:Sector sud del terme municipal                                | bé cultural d'interès local                |                                  | Modifica les dades a Wikidata |
|        | Sant Salvador de Serrallops              | Oristà   | església         | Estil: arquitectura romànica arquitectura barroca                                       | 41° 57′ 11″ N, 2° 07′ 50″ E / 41.953145°N,2.130444°E 805 msnm                                                         | bé integrant del patrimoni cultural català | Sant Salvador de Serrallops      | Modifica les dades a Wikidata |
|        | Sant Sebastià d'Oristà                   | Oristà   | església         | Estil: arquitectura popular                                                             | 41° 56′ 02″ N, 2° 03′ 46″ E / 41.933977°N,2.062687°E                                                                  | bé cultural d'interès local                | Sant Sebastià d'Oristà           | Modifica les dades a Wikidata |
|        | Santa Maria de la Torre                  | Oristà   | església         | 18th century                                                                            | 41° 57′ 25″ N, 2° 03′ 10″ E / 41.956907°N,2.052722°E ca:C. Mn. Riba Pont, 56. Nucli urbà de la Torre d'Oristà. Oristà | bé integrant del patrimoni cultural català | Santa Maria de la Torre (Oristà) | Modifica les dades a Wikidata |
|        | sant Andreu d'Oristà                     | Oristà   | església         | Estil: arquitectura romànica arquitectura barroca arquitectura neoclàssica 18th century | 41° 55′ 56″ N, 2° 03′ 36″ E / 41.932208°N,2.060047°E ca:Pl. de l'Església, 3 464 msnm                                 | bé integrant del patrimoni cultural català | Sant Andreu d'Oristà             | Modifica les dades a Wikidata |

## granja
| imatge | Nom                   | Ubicat a | instància de | Detalls | coordenades                                                         | Protecció | Commons (més fotos) | Dades a WD                    |
| ------ | --------------------- | -------- | ------------ | ------- | ------------------------------------------------------------------- | --------- | ------------------- | ----------------------------- |
|        | Granges de Cabanes    | Oristà   | granja       |         | 41° 58′ 27″ N, 2° 03′ 55″ E / 41.9742337599438°N,2.06520609834589°E |           |                     | Modifica les dades a Wikidata |
|        | Granges de la Miranda | Oristà   | granja       |         | 41° 58′ 28″ N, 2° 06′ 47″ E / 41.9743259141999°N,2.11314564108816°E |           |                     | Modifica les dades a Wikidata |
|        | Granges del Castell   | Oristà   | granja       |         | 41° 58′ 44″ N, 2° 05′ 33″ E / 41.9788200338663°N,2.09238226565704°E |           |                     | Modifica les dades a Wikidata |
|        | Granges dels Tossals  | Oristà   | granja       |         | 41° 57′ 35″ N, 2° 07′ 33″ E / 41.9598408188572°N,2.12573932607509°E |           |                     | Modifica les dades a Wikidata |
|        | Granja del Robert     | Oristà   | granja       |         | 41° 56′ 07″ N, 2° 03′ 15″ E / 41.9352892678155°N,2.0542193365579°E  |           |                     | Modifica les dades a Wikidata |

## masia
| imatge | Nom                        | Ubicat a                 | instància de     | Detalls                                                           | coordenades                                                                                                 | Protecció                                            | Commons (més fotos) | Dades a WD                    |
| ------ | -------------------------- | ------------------------ | ---------------- | ----------------------------------------------------------------- | --- | ---------------------------------------------------- | ------------------- | ----------------------------- |
|        | Alta-riba                  | Oristà                   | masia            |                                                                   | 41° 57′ 53″ N, 2° 03′ 49″ E / 41.964858446502°N,2.0636109940991°E                                           |                                                      |                     | Modifica les dades a Wikidata |
|        | Bartrons                   | Oristà                   | masia            | 19th century                                                      | 41° 58′ 28″ N, 2° 06′ 56″ E / 41.9743981044622°N,2.11549823749821°E ca:Sector nord-est del terme municipal  |                                                      |                     | Modifica les dades a Wikidata |
|        | Bobons                     | Oristà                   | masia            | 18th century                                                      | 41° 56′ 29″ N, 2° 06′ 45″ E / 41.9413391041253°N,2.11255338625849°E ca:Sector est del terme municipal       |                                                      |                     | Modifica les dades a Wikidata |
|        | Bojons                     | Oristà                   | masia            |                                                                   | 41° 54′ 26″ N, 2° 05′ 14″ E / 41.9070943935104°N,2.08710520873481°E                                         |                                                      |                     | Modifica les dades a Wikidata |
|        | Ca l'Anguera               | Oristà                   | masia            |                                                                   | 41° 56′ 32″ N, 2° 01′ 02″ E / 41.9422466003894°N,2.01718972696506°E                                         |                                                      |                     | Modifica les dades a Wikidata |
|        | Ca la Marçala              | Oristà                   | masia            |                                                                   | 41° 56′ 36″ N, 2° 01′ 48″ E / 41.9433544377475°N,2.02990006518111°E                                         |                                                      |                     | Modifica les dades a Wikidata |
|        | Ca la Venta                | Oristà                   | masia            | Estil: arquitectura popular                                       | 41° 55′ 21″ N, 2° 03′ 40″ E / 41.922545°N,2.061238°E                                                        | bé integrant del patrimoni cultural català           |                     | Modifica les dades a Wikidata |
|        | Ca n'Oliveres              | Oristà                   | masia            | Estil: arquitectura popular                                       | 41° 55′ 13″ N, 2° 05′ 55″ E / 41.920292°N,2.098736°E                                                        | bé integrant del patrimoni cultural català           |                     | Modifica les dades a Wikidata |
|        | Cabanes                    | Oristà                   | masia            | Estil: arquitectura popular                                       | 41° 58′ 30″ N, 2° 04′ 15″ E / 41.974969°N,2.070872°E                                                        | bé integrant del patrimoni cultural català           |                     | Modifica les dades a Wikidata |
|        | Cal Barxó                  | Oristà                   | masia            |                                                                   | 41° 59′ 04″ N, 2° 02′ 30″ E / 41.984491019799°N,2.0415946410671°E                                           |                                                      |                     | Modifica les dades a Wikidata |
|        | Cal Congre                 | Oristà                   | masia            |                                                                   | 41° 56′ 28″ N, 2° 01′ 31″ E / 41.9410278206135°N,2.0253029868637°E                                          |                                                      |                     | Modifica les dades a Wikidata |
|        | Cal Fartet                 | Oristà                   | masia            | 19th century                                                      | 41° 56′ 55″ N, 2° 01′ 52″ E / 41.9487410883172°N,2.03104900922068°E ca:Sector oest del terme municipal      |                                                      |                     | Modifica les dades a Wikidata |
|        | Cal Fermí                  | Oristà                   | masia            |                                                                   | 41° 56′ 27″ N, 2° 01′ 30″ E / 41.9407553014065°N,2.02502968031428°E                                         |                                                      |                     | Modifica les dades a Wikidata |
|        | Cal Martí                  | Oristà                   | masia            | Estil: arquitectura popular 18th century                          | 41° 56′ 24″ N, 2° 01′ 26″ E / 41.939957°N,2.02378°E ca:Sector oest del terme municipal                      | bé integrant del patrimoni cultural català           |                     | Modifica les dades a Wikidata |
|        | Cal Mas                    | Oristà                   | masia            |                                                                   | 41° 55′ 47″ N, 2° 03′ 26″ E / 41.9298376015547°N,2.0571825285019°E                                          |                                                      |                     | Modifica les dades a Wikidata |
|        | Cal Moliner                | Oristà                   | masia            | Estil: arquitectura popular 17th century                          | 41° 54′ 02″ N, 2° 03′ 04″ E / 41.900694°N,2.051202°E ca:Sector sud del terme municipal                      | bé integrant del patrimoni cultural català           |                     | Modifica les dades a Wikidata |
|        | Cal Solà                   | Oristà                   | masia            | Estil: arquitectura popular                                       | 41° 56′ 04″ N, 2° 03′ 37″ E / 41.934425°N,2.060147°E                                                        | bé integrant del patrimoni cultural català           |                     | Modifica les dades a Wikidata |
|        | Cal Xicó                   | Oristà                   | masia            |                                                                   | 41° 56′ 26″ N, 2° 01′ 34″ E / 41.940683568197°N,2.02612853694781°E                                          |                                                      |                     | Modifica les dades a Wikidata |
|        | Camp de Devesa             | Oristà                   | masia            | 19th century                                                      | 41° 56′ 39″ N, 2° 03′ 58″ E / 41.9441315074146°N,2.0660440846977°E ca:Sector central del terme municipal    |                                                      |                     | Modifica les dades a Wikidata |
|        | Campa                      | Oristà                   | masia            | Estil: arquitectura popular                                       | 41° 59′ 21″ N, 2° 07′ 29″ E / 41.989121°N,2.124851°E                                                        | bé integrant del patrimoni cultural català           |                     | Modifica les dades a Wikidata |
|        | Can Bosals                 | Oristà                   | masia            | Estil: arquitectura popular                                       | 41° 55′ 12″ N, 2° 04′ 08″ E / 41.92013°N,2.068834°E                                                         | bé integrant del patrimoni cultural català           |                     | Modifica les dades a Wikidata |
|        | Can Magre                  | Oristà                   | masia            | Estil: arquitectura popular                                       | 41° 58′ 00″ N, 2° 06′ 51″ E / 41.966729°N,2.114269°E                                                        | bé integrant del patrimoni cultural català           |                     | Modifica les dades a Wikidata |
|        | Can Sant Nazari            | Oristà                   | masia            | Estil: arquitectura popular                                       | 41° 58′ 40″ N, 2° 01′ 33″ E / 41.977847°N,2.025833°E                                                        | bé integrant del patrimoni cultural català           |                     | Modifica les dades a Wikidata |
|        | Can Saubet                 | Oristà                   | masia            | Estil: arquitectura popular                                       | 41° 57′ 23″ N, 2° 07′ 06″ E / 41.95635°N,2.118467°E                                                         | bé integrant del patrimoni cultural català           |                     | Modifica les dades a Wikidata |
|        | Caraüll                    | Oristà                   | masia            | 18th century                                                      | 41° 54′ 56″ N, 2° 05′ 06″ E / 41.915589771723°N,2.08510299807906°E ca:Sector sud del terme municipal        |                                                      |                     | Modifica les dades a Wikidata |
|        | Casa Nova de Solà          | Oristà                   | masia            | Estil: arquitectura popular 17th century                          | 41° 54′ 59″ N, 2° 03′ 47″ E / 41.91629°N,2.06297°E ca:Camí de la Ruxeda 595 msnm                            | bé integrant del patrimoni cultural català           |                     | Modifica les dades a Wikidata |
|        | Casal de Vilaregut         | Oristà                   | masia casa forta | Estil: arquitectura popular                                       | 41° 57′ 36″ N, 2° 05′ 53″ E / 41.959985°N,2.098194°E                                                        | bé d'interès cultural bé cultural d'interès nacional |                     | Modifica les dades a Wikidata |
|        | Casanova de la Coromina    | Oristà                   | masia            | 19th century                                                      | 41° 57′ 40″ N, 2° 04′ 57″ E / 41.9610262690132°N,2.08259492972099°E ca:Sector central del terme municipal   |                                                      |                     | Modifica les dades a Wikidata |
|        | Casanova del Bach          | Oristà                   | masia            | Estil: arquitectura popular 18th century                          | 41° 56′ 44″ N, 2° 04′ 27″ E / 41.945508°N,2.074147°E ca:Sector central del terme municipal                  | bé integrant del patrimoni cultural català           |                     | Modifica les dades a Wikidata |
|        | Casanova del Plabassí      | Oristà                   | masia            | Estil: arquitectura popular 18th century                          | 41° 58′ 05″ N, 2° 03′ 06″ E / 41.968148°N,2.051722°E ca:Camí de la Torre d'Oristà 585 msnm                  | bé integrant del patrimoni cultural català           |                     | Modifica les dades a Wikidata |
|        | Comesòlives                | Oristà                   | masia            | Estil: arquitectura popular                                       | 41° 56′ 17″ N, 2° 00′ 45″ E / 41.938177°N,2.012492°E                                                        | bé integrant del patrimoni cultural català           |                     | Modifica les dades a Wikidata |
|        | Coromines                  | Oristà                   | masia            | 19th century                                                      | 41° 55′ 15″ N, 2° 04′ 26″ E / 41.9207333074216°N,2.07395881088481°E ca:Sector sud del terme municipal       |                                                      |                     | Modifica les dades a Wikidata |
|        | Crespí                     | Oristà                   | masia            | Estil: arquitectura popular                                       | 41° 54′ 53″ N, 2° 02′ 32″ E / 41.914777°N,2.042131°E                                                        | bé integrant del patrimoni cultural català           |                     | Modifica les dades a Wikidata |
|        | Gurrians                   | Oristà                   | masia            | 17th century                                                      | 41° 57′ 02″ N, 2° 01′ 38″ E / 41.9505002202015°N,2.02712530971907°E ca:Sector oest del terme municipal      |                                                      |                     | Modifica les dades a Wikidata |
|        | Llobertera                 | Oristà                   | masia            | Estil: arquitectura popular 18th century                          | 41° 56′ 15″ N, 2° 01′ 47″ E / 41.937478°N,2.029837°E ca:Sector oest del terme municipal                     | bé integrant del patrimoni cultural català           |                     | Modifica les dades a Wikidata |
|        | Mas Bassí                  | Oristà                   | masia            |                                                                   | 41° 57′ 29″ N, 2° 01′ 55″ E / 41.957971627127°N,2.03197104357299°E                                          |                                                      |                     | Modifica les dades a Wikidata |
|        | Mas Miquelet               | Oristà                   | masia            | Estil: arquitectura popular                                       | 41° 55′ 03″ N, 2° 02′ 46″ E / 41.917611°N,2.046092°E 443 msnm                                               | bé integrant del patrimoni cultural català           |                     | Modifica les dades a Wikidata |
|        | Mas de Sant Salvador       | Oristà                   | masia            | Estil: arquitectura popular                                       | 41° 57′ 11″ N, 2° 07′ 50″ E / 41.952983°N,2.130446°E                                                        | bé integrant del patrimoni cultural català           |                     | Modifica les dades a Wikidata |
|        | Masoveria de Campa         | Oristà                   | masia            | Estil: arquitectura popular                                       | 41° 59′ 21″ N, 2° 07′ 29″ E / 41.989121°N,2.124851°E 669 msnm                                               | bé integrant del patrimoni cultural català           |                     | Modifica les dades a Wikidata |
|        | Obertes                    | Oristà                   | masia            | 18th century                                                      | 41° 54′ 40″ N, 2° 03′ 00″ E / 41.9111173524553°N,2.05009077520477°E ca:Sector sud-oest del terme municipal  |                                                      |                     | Modifica les dades a Wikidata |
|        | Olorins                    | Oristà                   | masia            |                                                                   | 41° 57′ 57″ N, 2° 04′ 45″ E / 41.965885873317°N,2.079284342022°E                                            |                                                      |                     | Modifica les dades a Wikidata |
|        | Peonelles                  | Oristà                   | masia            |                                                                   | 41° 58′ 06″ N, 2° 02′ 00″ E / 41.968210564122°N,2.0333908357833°E                                           |                                                      |                     | Modifica les dades a Wikidata |
|        | Pla de Moixons             | Oristà                   | masia            | Estil: arquitectura popular                                       | 41° 56′ 25″ N, 2° 01′ 26″ E / 41.94031°N,2.023907°E                                                         | bé integrant del patrimoni cultural català           |                     | Modifica les dades a Wikidata |
|        | Planoguera                 | Oristà                   | masia            |                                                                   | 41° 56′ 38″ N, 2° 03′ 35″ E / 41.9437568015229°N,2.05986075629522°E                                         |                                                      |                     | Modifica les dades a Wikidata |
|        | Puigsaulens                | Oristà                   | masia            | Estil: arquitectura popular 17th century                          | 41° 57′ 29″ N, 2° 02′ 49″ E / 41.957985°N,2.046998°E ca:A 500 m de la Torre d'Oristà                        | bé integrant del patrimoni cultural català           |                     | Modifica les dades a Wikidata |
|        | Rocaguinarda               | Oristà                   | masia            | Estil: arquitectura popular 17th century                          | 41° 55′ 07″ N, 2° 02′ 38″ E / 41.918619°N,2.043894°E ca:Sector sud-oest del terme municipal 475 msnm        | bé integrant del patrimoni cultural català           |                     | Modifica les dades a Wikidata |
|        | Sagalés                    | Oristà                   | masia            | Estil: arquitectura popular 17th century                          | 41° 54′ 15″ N, 2° 04′ 00″ E / 41.904152°N,2.066595°E ca:Sector sud del terme municipal                      | bé integrant del patrimoni cultural català           |                     | Modifica les dades a Wikidata |
|        | Salelles                   | Oristà                   | masia            | Estil: arquitectura popular 17th century                          | 41° 57′ 46″ N, 2° 02′ 31″ E / 41.96278°N,2.041943°E ca:Sector oest del terme municipal                      | bé integrant del patrimoni cultural català           |                     | Modifica les dades a Wikidata |
|        | Santa Eularieta            | Oristà                   | masia            | 20th century                                                      | 41° 57′ 51″ N, 2° 05′ 39″ E / 41.9642694462815°N,2.09403695877286°E ca:Sector nord-est del terme municipal  |                                                      |                     | Modifica les dades a Wikidata |
|        | Serra Jordia               | Oristà                   | masia            | Estil: arquitectura popular                                       | 41° 55′ 59″ N, 2° 01′ 50″ E / 41.933017°N,2.030532°E                                                        | bé integrant del patrimoni cultural català           |                     | Modifica les dades a Wikidata |
|        | Solanes                    | Oristà                   | masia            | Estil: arquitectura popular                                       | 41° 57′ 05″ N, 2° 05′ 04″ E / 41.951392°N,2.084511°E                                                        | bé integrant del patrimoni cultural català           |                     | Modifica les dades a Wikidata |
|        | Solà-segalers              | Oristà                   | masia            | Estat: ruïnós                                                     | 41° 54′ 31″ N, 2° 03′ 46″ E / 41.908492488171°N,2.06276572838615°E 547 msnm                                 |                                                      |                     | Modifica les dades a Wikidata |
|        | Terricabres                | Oristà                   | masia            | Estil: arquitectura popular                                       | 41° 56′ 53″ N, 2° 06′ 44″ E / 41.948178°N,2.112245°E                                                        | bé integrant del patrimoni cultural català           |                     | Modifica les dades a Wikidata |
|        | Toneu                      | Oristà                   | masia            | Estil: arquitectura popular                                       | 41° 57′ 47″ N, 2° 06′ 51″ E / 41.96318°N,2.114245°E                                                         | bé integrant del patrimoni cultural català           |                     | Modifica les dades a Wikidata |
|        | Tornamira                  | Oristà                   | masia            |                                                                   | 41° 57′ 03″ N, 2° 03′ 31″ E / 41.9507723210223°N,2.05868386028161°E                                         |                                                      |                     | Modifica les dades a Wikidata |
|        | Valldou                    | Oristà                   | masia            |                                                                   | 41° 59′ 16″ N, 2° 03′ 35″ E / 41.9877517638775°N,2.059587910484°E                                           |                                                      |                     | Modifica les dades a Wikidata |
|        | Vallgatina                 | Oristà                   | masia            |                                                                   | 41° 58′ 08″ N, 1° 59′ 59″ E / 41.968821619981°N,1.999589715907°E                                            |                                                      |                     | Modifica les dades a Wikidata |
|        | Vila-roger                 | Oristà                   | masia            | Estil: arquitectura popular                                       | 41° 56′ 54″ N, 2° 05′ 35″ E / 41.948325°N,2.093012°E                                                        | bé integrant del patrimoni cultural català           |                     | Modifica les dades a Wikidata |
|        | Vila-rubí                  | Oristà                   | masia            |                                                                   | 41° 58′ 22″ N, 2° 02′ 04″ E / 41.972723391883°N,2.0345295267816°E                                           |                                                      |                     | Modifica les dades a Wikidata |
|        | Vilacendra                 | Oristà                   | masia            | Estil: arquitectura popular                                       | 41° 55′ 19″ N, 2° 04′ 52″ E / 41.922076°N,2.081192°E                                                        | bé integrant del patrimoni cultural català           |                     | Modifica les dades a Wikidata |
|        | Vilargunte                 | Oristà                   | masia            | Estil: arquitectura popular                                       | 41° 59′ 01″ N, 2° 03′ 37″ E / 41.983673°N,2.060244°E                                                        | bé integrant del patrimoni cultural català           |                     | Modifica les dades a Wikidata |
|        | Voladeres                  | Oristà                   | masia            | Estil: arquitectura popular                                       | 41° 55′ 28″ N, 2° 05′ 17″ E / 41.924337°N,2.087985°E                                                        | bé integrant del patrimoni cultural català           |                     | Modifica les dades a Wikidata |
|        | el Bach                    | Oristà                   | masia            | Estil: arquitectura popular 18th century                          | 41° 56′ 20″ N, 2° 04′ 30″ E / 41.938859°N,2.074967°E ca:Sector central del terme municipal                  | bé integrant del patrimoni cultural català           |                     | Modifica les dades a Wikidata |
|        | el Blanquer                | Oristà                   | masia            | 17th century                                                      | 41° 58′ 22″ N, 2° 01′ 23″ E / 41.97272003123°N,2.02294915843459°E ca:Sector nord-oest del terme municipal   |                                                      |                     | Modifica les dades a Wikidata |
|        | el Clot del Forn           | Oristà                   | masia            | Estil: arquitectura popular                                       | | bé integrant del patrimoni cultural català           |                     | Modifica les dades a Wikidata |
|        | el Masnou                  | Oristà                   | masia            |                                                                   | 41° 58′ 33″ N, 2° 01′ 06″ E / 41.9759131193518°N,2.01822926645302°E                                         |                                                      |                     | Modifica les dades a Wikidata |
|        | el Pla d'Oristà            | Oristà                   | masia            | Estil: arquitectura popular                                       | 41° 56′ 17″ N, 2° 03′ 08″ E / 41.937954°N,2.052278°E                                                        | bé integrant del patrimoni cultural català           |                     | Modifica les dades a Wikidata |
|        | el Prat                    | Oristà                   | masia            | Estil: arquitectura popular                                       | 41° 57′ 48″ N, 2° 06′ 43″ E / 41.96345°N,2.111852°E                                                         | bé integrant del patrimoni cultural català           |                     | Modifica les dades a Wikidata |
|        | el Puig de Sant Genís      | Oristà                   | masia            | 18th century                                                      | 41° 55′ 20″ N, 2° 06′ 04″ E / 41.922269°N,2.101183°E ca:Dreta de la riera de Segalers 593 msnm              |                                                      |                     | Modifica les dades a Wikidata |
|        | el Puig de Sant Salvador   | Oristà                   | masia            | Estil: arquitectura popular                                       | 41° 57′ 22″ N, 2° 07′ 28″ E / 41.956242°N,2.124417°E                                                        | bé integrant del patrimoni cultural català           |                     | Modifica les dades a Wikidata |
|        | el Pèlags                  | Oristà                   | masia            | 19th century                                                      | 41° 56′ 54″ N, 2° 02′ 07″ E / 41.9482823582452°N,2.03539927529874°E ca:Sector oest del terme municipal      |                                                      |                     | Modifica les dades a Wikidata |
|        | el Soler                   | Oristà                   | masia            | Estil: arquitectura popular 19th century                          | 41° 58′ 08″ N, 2° 06′ 23″ E / 41.968973°N,2.106333°E ca:Sector nord-est del terme municipal                 | bé integrant del patrimoni cultural català           |                     | Modifica les dades a Wikidata |
|        | el Solerot                 | Oristà                   | masia            | Estil: arquitectura popular 18th century                          | 41° 56′ 34″ N, 2° 07′ 41″ E / 41.942685°N,2.128071°E ca:Sector est del terme municipal                      | bé integrant del patrimoni cultural català           |                     | Modifica les dades a Wikidata |
|        | el Teulet                  | Oristà                   | masia            |                                                                   | 41° 54′ 08″ N, 2° 03′ 11″ E / 41.9022530425496°N,2.05315181470809°E                                         |                                                      |                     | Modifica les dades a Wikidata |
|        | el Tin                     | Oristà                   | masia            | 18th century                                                      | 41° 55′ 50″ N, 2° 03′ 22″ E / 41.9305483345745°N,2.05599004067516°E ca:Sector central del terme municipal   |                                                      |                     | Modifica les dades a Wikidata |
|        | el Verdaguer               | Oristà                   | masia            | Estil: arquitectura popular 17th century                          | 41° 56′ 06″ N, 2° 05′ 09″ E / 41.934947°N,2.085735°E ca:Sector central del terme municipal                  | bé integrant del patrimoni cultural català           |                     | Modifica les dades a Wikidata |
|        | els Tossals                | Oristà                   | masia            | 19th century                                                      | 41° 57′ 50″ N, 2° 07′ 37″ E / 41.9638311538698°N,2.12697602190335°E ca:Sector nord-est del terme municipal  |                                                      |                     | Modifica les dades a Wikidata |
|        | la Casa Nova de Vallgatina | Oristà                   | masia            |                                                                   | 41° 58′ 19″ N, 1° 59′ 37″ E / 41.9720246954393°N,1.99354703434133°E                                         |                                                      |                     | Modifica les dades a Wikidata |
|        | la Cirera                  | Oristà                   | masia            | 19th century                                                      | 41° 58′ 26″ N, 2° 02′ 40″ E / 41.9739186665042°N,2.04443888826007°E ca:Sector nord-oest del terme municipal |                                                      |                     | Modifica les dades a Wikidata |
|        | la Coromina                | Oristà                   | masia            | Estil: arquitectura popular 17th century                          | 41° 57′ 35″ N, 2° 04′ 04″ E / 41.959588°N,2.067778°E ca:Sector central del terme municipal                  | bé integrant del patrimoni cultural català           |                     | Modifica les dades a Wikidata |
|        | la Devesa                  | Oristà                   | masia            | 20th century                                                      | 41° 58′ 47″ N, 2° 01′ 50″ E / 41.9798449357342°N,2.03046894125649°E ca:Sector nord-oest del terme municipal |                                                      |                     | Modifica les dades a Wikidata |
|        | la Farigola                | Oristà                   | masia            | 18th century                                                      | 41° 57′ 14″ N, 2° 02′ 00″ E / 41.9539020195916°N,2.0332030175009°E ca:Sector oest del terme municipal       |                                                      |                     | Modifica les dades a Wikidata |
|        | la Frau                    | Oristà                   | masia            |                                                                   | 41° 56′ 54″ N, 2° 07′ 18″ E / 41.948205654758°N,2.1217651616052°E                                           |                                                      |                     | Modifica les dades a Wikidata |
|        | la Gallinera               | Oristà                   | masia            | Estil: arquitectura popular 18th century                          | 41° 55′ 28″ N, 2° 02′ 10″ E / 41.924337°N,2.036235°E ca:Sector sud-oest del terme municipal                 | bé integrant del patrimoni cultural català           |                     | Modifica les dades a Wikidata |
|        | la Garriga                 | Oristà                   | masia            | Estil: arquitectura popular                                       | | bé integrant del patrimoni cultural català           |                     | Modifica les dades a Wikidata |
|        | la Mallorca                | Oristà                   | masia            | 16th century                                                      | 41° 55′ 00″ N, 2° 03′ 05″ E / 41.9166217117265°N,2.05133561824213°E ca:Sector sud del terme municipal       |                                                      |                     | Modifica les dades a Wikidata |
|        | la Miranda                 | Oristà                   | masia            |                                                                   | 41° 58′ 22″ N, 2° 06′ 48″ E / 41.9727502089284°N,2.11320370952027°E                                         |                                                      |                     | Modifica les dades a Wikidata |
|        | la Pedregosa               | Oristà Prats de Lluçanès | masia            | Estil: arquitectura popular 17th century                          | 41° 58′ 55″ N, 2° 01′ 36″ E / 41.98204°N,2.02672°E ca:Sector nord-oest del terme municipal                  | bé integrant del patrimoni cultural català           |                     | Modifica les dades a Wikidata |
|        | la Quintana                | Oristà                   | masia            | Estil: arquitectura popular arquitectura neoclàssica 18th century | 41° 55′ 40″ N, 2° 03′ 05″ E / 41.927795°N,2.051343°E ca:Sector sud-oest del terme municipal                 | bé integrant del patrimoni cultural català           |                     | Modifica les dades a Wikidata |
|        | la Riba                    | Oristà                   | masia            |                                                                   | 41° 56′ 29″ N, 2° 02′ 14″ E / 41.9413449117788°N,2.03726511519588°E ca:Sector oest del terme municipal      |                                                      |                     | Modifica les dades a Wikidata |
|        | la Riera                   | Oristà                   | masia            | Estil: arquitectura popular                                       | | bé integrant del patrimoni cultural català           |                     | Modifica les dades a Wikidata |
|        | la Rierola                 | Oristà                   | masia            | 17th century                                                      | 41° 55′ 28″ N, 2° 02′ 45″ E / 41.92449444°N,2.04583056°E ca:Sector sud-oest del terme municipal 452.3 msnm  |                                                      |                     | Modifica les dades a Wikidata |
|        | la Sella                   | Oristà                   | masia            | Estil: arquitectura popular 18th century                          | 41° 56′ 47″ N, 2° 02′ 59″ E / 41.946407°N,2.049608°E ca:Sector oest del terme municipal                     | bé integrant del patrimoni cultural català           |                     | Modifica les dades a Wikidata |
|        | les Comes                  | Oristà                   | masia            | Estil: arquitectura popular 19th century                          | 41° 58′ 55″ N, 2° 07′ 31″ E / 41.981868°N,2.1253°E ca:Camí de la Riera a Quinaus 645 msnm                   | bé integrant del patrimoni cultural català           |                     | Modifica les dades a Wikidata |
|        | les Deveses                | Oristà                   | masia            | 19th century                                                      | 41° 56′ 08″ N, 2° 06′ 01″ E / 41.9354422857194°N,2.10015058091457°E ca:Sector est del terme municipal       |                                                      |                     | Modifica les dades a Wikidata |

## molí d'aigua
| imatge | Nom                         | Ubicat a | instància de | Detalls                                  | coordenades                                                                                | Protecció                                  | Commons (més fotos) | Dades a WD                    |
| ------ | --------------------------- | -------- | ------------ | ---------------------------------------- | ------------------------------------------------------------------------------------------ | ------------------------------------------ | ------------------- | ----------------------------- |
|        | El Molí d'en Bach           | Oristà   | molí d'aigua | Estil: arquitectura popular              | 41° 56′ 23″ N, 2° 04′ 04″ E / 41.939684°N,2.067862°E                                       | bé integrant del patrimoni cultural català |                     | Modifica les dades a Wikidata |
|        | Molí de Baix de la Quintana | Oristà   | molí d'aigua | Estil: arquitectura popular 18th century | 41° 55′ 43″ N, 2° 03′ 00″ E / 41.9285°N,2.04992°E ca:Sector sud-oest del terme municipal   | bé integrant del patrimoni cultural català |                     | Modifica les dades a Wikidata |
|        | Molí de Blanquer            | Oristà   | molí d'aigua | Estil: arquitectura popular              | 41° 58′ 24″ N, 2° 01′ 27″ E / 41.97333°N,2.02423°E                                         | bé integrant del patrimoni cultural català |                     | Modifica les dades a Wikidata |
|        | Molí de Cabanas             | Oristà   | molí d'aigua | Estil: arquitectura popular 18th century | 41° 58′ 39″ N, 2° 04′ 09″ E / 41.97754°N,2.06913°E ca:Sector nord del terme municipal      | bé integrant del patrimoni cultural català |                     | Modifica les dades a Wikidata |
|        | Molí de Caraüll             | Oristà   | molí d'aigua | Estil: arquitectura popular 18th century | 41° 54′ 52″ N, 2° 05′ 08″ E / 41.914369°N,2.085663°E ca:Sector sud del terme municipal     | bé integrant del patrimoni cultural català |                     | Modifica les dades a Wikidata |
|        | Molí de Dalt de la Quintana | Oristà   | molí d'aigua | Estil: arquitectura popular 18th century | 41° 55′ 41″ N, 2° 03′ 00″ E / 41.928°N,2.05001°E ca:Sector sud-oest del terme municipal    | bé integrant del patrimoni cultural català |                     | Modifica les dades a Wikidata |
|        | Molí de la Coromina         | Oristà   | molí d'aigua | Estil: arquitectura popular 18th century | 41° 57′ 31″ N, 2° 03′ 48″ E / 41.95862°N,2.0634°E ca:Sector central del terme municipal    | bé integrant del patrimoni cultural català |                     | Modifica les dades a Wikidata |
|        | Molí de la Riba             | Oristà   | molí d'aigua | Estil: arquitectura popular 18th century | 41° 56′ 36″ N, 2° 02′ 28″ E / 41.943448°N,2.041082°E ca:Sector oest del terme municipal    | bé integrant del patrimoni cultural català |                     | Modifica les dades a Wikidata |
|        | Molí del Miquelet           | Oristà   | molí d'aigua | Estil: arquitectura popular 18th century | 41° 55′ 05″ N, 2° 02′ 52″ E / 41.918123°N,2.04778°E ca:Sector sud-oest del terme municipal | bé integrant del patrimoni cultural català |                     | Modifica les dades a Wikidata |
|        | Molí del Solà               | Oristà   | molí d'aigua | Estil: arquitectura popular 18th century | 41° 56′ 12″ N, 2° 03′ 33″ E / 41.93677°N,2.05926°E ca:Sector central del terme municipal   | bé integrant del patrimoni cultural català |                     | Modifica les dades a Wikidata |
|        | Molí del Tornamira          | Oristà   | molí d'aigua | Estil: arquitectura popular              | 41° 56′ 55″ N, 2° 03′ 45″ E / 41.94861°N,2.06256°E                                         | bé integrant del patrimoni cultural català |                     | Modifica les dades a Wikidata |

## muntanya
| imatge | Nom             | Ubicat a | instància de | Detalls | coordenades                                                  | Protecció | Commons (més fotos) | Dades a WD                    |
| ------ | --------------- | -------- | ------------ | ------- | ------------------------------------------------------------ | --------- | ------------------- | ----------------------------- |
|        | Puigcornador    | Oristà   | muntanya     |         | 41° 55′ 17″ N, 2° 04′ 10″ E / 41.9215°N,2.06946°E 633.5 msnm |           |                     | Modifica les dades a Wikidata |
|        | Serrat dels Ous | Oristà   | muntanya     |         | 41° 56′ 24″ N, 2° 06′ 31″ E / 41.9401°N,2.10862°E 732.9 msnm |           |                     | Modifica les dades a Wikidata |

## nucli de població
| imatge | Nom                     | Ubicat a | instància de      | Detalls      | coordenades                                                                                             | Protecció | Commons (més fotos) | Dades a WD                    |
| ------ | ----------------------- | -------- | ----------------- | ------------ | --- | --------- | ------------------- | ----------------------------- |
|        | Cal Magre               | Oristà   | nucli de població | 19th century | 41° 57′ 58″ N, 2° 06′ 51″ E / 41.96616119908°N,2.1142777418717°E ca:Sector nord-est del terme municipal |           |                     | Modifica les dades a Wikidata |
|        | Casanova de la Coromina | Oristà   | nucli de població |              | 41° 57′ 44″ N, 2° 04′ 59″ E / 41.962312657042°N,2.0829559877895°E                                       |           |                     | Modifica les dades a Wikidata |
|        | el Carrer de la Ruixeda | Oristà   | nucli de població |              | 41° 55′ 13″ N, 2° 03′ 59″ E / 41.9203119553638°N,2.06641564589571°E                                     |           |                     | Modifica les dades a Wikidata |
|        | la Guàrdia              | Oristà   | nucli de població |              | 41° 55′ 37″ N, 2° 04′ 08″ E / 41.92707472235°N,2.0689880481771°E                                        |           |                     | Modifica les dades a Wikidata |
|        | la Miranda              | Oristà   | nucli de població |              | 41° 58′ 34″ N, 2° 06′ 47″ E / 41.976057982774°N,2.1129336199437°E                                       |           |                     | Modifica les dades a Wikidata |

## oratori
| imatge | Nom                                      | Ubicat a | instància de | Detalls                     | coordenades                                                   | Protecció                                  | Commons (més fotos) | Dades a WD                    |
| ------ | ---------------------------------------- | -------- | ------------ | --------------------------- | ------------------------------------------------------------- | ------------------------------------------ | ------------------- | ----------------------------- |
|        | Pedró de Sant Jaume de la Torre d'Oristà | Oristà   | oratori      | Estil: arquitectura popular | 41° 57′ 36″ N, 2° 03′ 16″ E / 41.960119°N,2.054496°E          | bé integrant del patrimoni cultural català |                     | Modifica les dades a Wikidata |
|        | els Sants Màrtirs                        | Oristà   | oratori      |                             | 41° 55′ 04″ N, 2° 03′ 50″ E / 41.917707°N,2.063828°E 590 msnm |                                            |                     | Modifica les dades a Wikidata |

## pont
| imatge | Nom                         | Ubicat a | instància de | Detalls                                                | coordenades                                                                                                 | Protecció | Commons (més fotos) | Dades a WD                    |
| ------ | --------------------------- | -------- | ------------ | ------------------------------------------------------ | --- | --------- | ------------------- | ----------------------------- |
|        | Pas de la Riera             | Oristà   | pont         |                                                        | 41° 58′ 35″ N, 2° 06′ 59″ E / 41.9763416576233°N,2.11642488110729°E                                         |           |                     | Modifica les dades a Wikidata |
|        | Passant de Vilargonter      | Oristà   | pont         |                                                        | 41° 59′ 09″ N, 2° 04′ 06″ E / 41.9858770563536°N,2.06825897119233°E                                         |           |                     | Modifica les dades a Wikidata |
|        | Pont d'Oristà               | Oristà   | pont         | 20th century Estat: bon estat                          | 41° 56′ 00″ N, 2° 03′ 27″ E / 41.9332°N,2.05763°E ca:Sector central del terme municipal                     |           |                     | Modifica les dades a Wikidata |
|        | Pont de Cabanes             | Oristà   | pont         | 20th century Travessa: Riera Gavarresa Hi passa: B-432 | 41° 58′ 34″ N, 2° 04′ 38″ E / 41.9761051013152°N,2.07720049075939°E ca:Sector nord del terme municipal      |           |                     | Modifica les dades a Wikidata |
|        | Pont de l'Aigua             | Oristà   | pont         | 20th century Hi passa: B-432                           | 41° 58′ 26″ N, 2° 04′ 07″ E / 41.9740093659515°N,2.06862508872504°E                                         |           |                     | Modifica les dades a Wikidata |
|        | Pont de la Quintana         | Oristà   | pont         | 20th century Travessa: Riera Gavarresa                 | 41° 55′ 42″ N, 2° 03′ 16″ E / 41.928305°N,2.05441°E ca:Sector central del terme municipal                   |           |                     | Modifica les dades a Wikidata |
|        | Pont del Bach               | Oristà   | pont         | Estat: bon estat                                       | 41° 56′ 18″ N, 2° 04′ 25″ E / 41.93838°N,2.07373°E ca:Sector central del terme municipal                    |           |                     | Modifica les dades a Wikidata |
|        | Pont del Bassí              | Oristà   | pont         | 20th century Estat: bon estat                          | 41° 56′ 19″ N, 2° 02′ 44″ E / 41.9385328382346°N,2.04565496988748°E ca:Sector oest del terme municipal      |           |                     | Modifica les dades a Wikidata |
|        | Pont del Blanquer           | Oristà   | pont         | 20th century Hi passa: B-431 Estat: bon estat          | 41° 58′ 37″ N, 2° 01′ 18″ E / 41.9769322538593°N,2.02155705137194°E ca:Sector nord-oest del terme municipal |           |                     | Modifica les dades a Wikidata |
|        | Pont del torrent de Cabanas | Oristà   | pont         | Estat: bon estat                                       | 41° 58′ 05″ N, 2° 04′ 04″ E / 41.968°N,2.06782°E ca:Sector nord del terme municipal                         |           |                     | Modifica les dades a Wikidata |
|        | la Palanca                  | Oristà   | pont         |                                                        | 41° 56′ 09″ N, 2° 03′ 37″ E / 41.9359323630042°N,2.06014456223849°E                                         |           |                     | Modifica les dades a Wikidata |

## serra
| imatge | Nom                     | Ubicat a                                 | instància de | Detalls | coordenades                                                         | Protecció | Commons (més fotos) | Dades a WD                    |
| ------ | ----------------------- | ---------------------------------------- | ------------ | ------- | ------------------------------------------------------------------- | --------- | ------------------- | ----------------------------- |
|        | Serra Llobeta           | Oristà                                   | serra        |         | 41° 57′ 14″ N, 2° 06′ 00″ E / 41.954°N,2.09988°E 676.9 msnm         |           |                     | Modifica les dades a Wikidata |
|        | Serra de Sant Salvador  | Sant Bartomeu del Grau Oristà Muntanyola | serra        |         | 41° 57′ 07″ N, 2° 08′ 09″ E / 41.951854°N,2.135767°E 853 msnm       |           |                     | Modifica les dades a Wikidata |
|        | Serrat de Galobardes    | Oristà Prats de Lluçanès                 | serra        |         | 41° 58′ 48″ N, 2° 00′ 14″ E / 41.98°N,2.00388°E 688.9 msnm          |           |                     | Modifica les dades a Wikidata |
|        | Serrat de la Pedregosa  | Oristà Prats de Lluçanès                 | serra        |         | 41° 59′ 03″ N, 2° 01′ 54″ E / 41.9843°N,2.03165°E 686.2 msnm        |           |                     | Modifica les dades a Wikidata |
|        | la Cucutera             | Oristà                                   | serra        |         | 41° 55′ 50″ N, 2° 02′ 25″ E / 41.93066389°N,2.04016667°E 565.2 msnm |           |                     | Modifica les dades a Wikidata |
|        | serra d'Aguilar         | Oristà                                   | serra        |         | 41° 57′ 17″ N, 2° 05′ 03″ E / 41.95483889°N,2.08405694°E 630.4 msnm |           |                     | Modifica les dades a Wikidata |
|        | serra de les Deveses    | Oristà                                   | serra        |         | 41° 55′ 57″ N, 2° 06′ 32″ E / 41.93249167°N,2.10893333°E 715.8 msnm |           |                     | Modifica les dades a Wikidata |
|        | serrat Boleter          | Oristà                                   | serra        |         | 41° 58′ 31″ N, 2° 04′ 55″ E / 41.97535556°N,2.08185833°E 624.5 msnm |           |                     | Modifica les dades a Wikidata |
|        | serrat de Comescurtes   | Oristà                                   | serra        |         | 41° 58′ 14″ N, 2° 00′ 33″ E / 41.9705°N,2.00912°E 690.8 msnm        |           |                     | Modifica les dades a Wikidata |
|        | serrat de Puig de Mosca | Oristà                                   | serra        |         | 41° 56′ 29″ N, 2° 05′ 04″ E / 41.94132222°N,2.08455056°E 633.5 msnm |           |                     | Modifica les dades a Wikidata |
|        | serrat de Sant Nazari   | Oristà                                   | serra        |         | 41° 54′ 27″ N, 2° 03′ 25″ E / 41.90754167°N,2.05708056°E 602.3 msnm |           |                     | Modifica les dades a Wikidata |
|        | serrat de la Coromina   | Oristà                                   | serra        |         | 41° 57′ 51″ N, 2° 04′ 29″ E / 41.9641°N,2.07482°E 594.3 msnm        |           |                     | Modifica les dades a Wikidata |
|        | serrat de les Gatoses   | Oristà                                   | serra        |         | 41° 58′ 34″ N, 2° 02′ 56″ E / 41.97599167°N,2.04898056°E 658.9 msnm |           |                     | Modifica les dades a Wikidata |
|        | serrat del Curt         | Oristà                                   | serra        |         | 41° 56′ 54″ N, 2° 02′ 48″ E / 41.9483°N,2.04653°E 557.3 msnm        |           |                     | Modifica les dades a Wikidata |
|        | serrat dels Moros       | Oristà                                   | serra        |         | 41° 57′ 16″ N, 2° 06′ 53″ E / 41.9544°N,2.11474°E 743 msnm          |           |                     | Modifica les dades a Wikidata |

## Misc
| imatge | Nom                              | Ubicat a | instància de         | Detalls                                  | coordenades                                                                             | Protecció                                  | Commons (més fotos) | Dades a WD                    |
| ------ | -------------------------------- | -------- | -------------------- | ---------------------------------------- | --------------------------------------------------------------------------------------- | ------------------------------------------ | ------------------- | ----------------------------- |
|        | Caraüll                          | Oristà   | antic assentament    | Estil: arquitectura popular 18th century | 41° 54′ 56″ N, 2° 05′ 06″ E / 41.915486°N,2.084916°E ca:Sector sud del terme municipal  | bé integrant del patrimoni cultural català |                     | Modifica les dades a Wikidata |
|        | La Ruixeda                       | Oristà   | vèrtex geodèsic      | Alt: 1.2m                                | 41° 55′ 18″ N, 2° 04′ 10″ E / 41.921544°N,2.06946°E 633.096 msnm                        |                                            |                     | Modifica les dades a Wikidata |
|        | Llinda del carrer de Barcelona   | Oristà   | llinda               | Estil: arquitectura popular              |                                                                                         | bé integrant del patrimoni cultural català |                     | Modifica les dades a Wikidata |
|        | Polígon industrial de la Torre   | Oristà   | polígon industrial   |                                          | 41° 57′ 43″ N, 2° 03′ 23″ E / 41.9618400827487°N,2.05632470999703°E                     |                                            |                     | Modifica les dades a Wikidata |
|        | Portal adovellat de Cal Tint     | Oristà   | portal               | Estil: arquitectura popular              | 41° 55′ 57″ N, 2° 03′ 39″ E / 41.932451°N,2.060867°E                                    | bé integrant del patrimoni cultural català |                     | Modifica les dades a Wikidata |
|        | Pou de gel de la Quintana        | Oristà   | pou de neu           | Estil: arquitectura popular              | 41° 55′ 40″ N, 2° 02′ 59″ E / 41.927858°N,2.049782°E                                    | bé integrant del patrimoni cultural català |                     | Modifica les dades a Wikidata |
|        | Puig Ciutat                      | Oristà   | jaciment arqueològic |                                          | 41° 56′ 57″ N, 2° 03′ 58″ E / 41.949148°N,2.066135°E                                    | bé cultural d'interès local                |                     | Modifica les dades a Wikidata |
|        | Rectoria de Sant Andreu d'Oristà | Oristà   | rectoria museu       | Estil: arquitectura popular              | 41° 55′ 56″ N, 2° 03′ 35″ E / 41.932179°N,2.059806°E                                    | bé integrant del patrimoni cultural català |                     | Modifica les dades a Wikidata |
|        | carrer de Vic                    | Oristà   | carrer               | Estil: arquitectura popular              | 41° 55′ 58″ N, 2° 03′ 40″ E / 41.932776°N,2.061221°E ca:Nucli urbà d'Oristà. Oristà.    | bé integrant del patrimoni cultural català |                     | Modifica les dades a Wikidata |
|        | casa consistorial d'Oristà       | Oristà   | casa consistorial    |                                          | 41° 55′ 57″ N, 2° 03′ 38″ E / 41.9324493°N,2.0605578°E                                  |                                            |                     | Modifica les dades a Wikidata |
|        | el Castellot                     | Oristà   | edifici              | Estil: arquitectura popular              | 41° 56′ 17″ N, 2° 01′ 40″ E / 41.938001°N,2.027766°E ca:Sector oest del terme municipal | bé integrant del patrimoni cultural català |                     | Modifica les dades a Wikidata |